# 新彼得里夫卡 (米科萊夫卡市鎮)
47°27′32″N 30°44′48″E / 47.45889°N 30.74667°E
新彼得里夫卡（烏克蘭語：Новопетрівка）是位於烏克蘭西南部的村莊，由敖德萨州贝雷济夫卡区的米科萊夫卡市鎮負責管轄。該村始建於1922年，面積2.1平方公里，海拔高度130米，2001年人口701，人口密度每平方公里333.81人。